# Utrecht

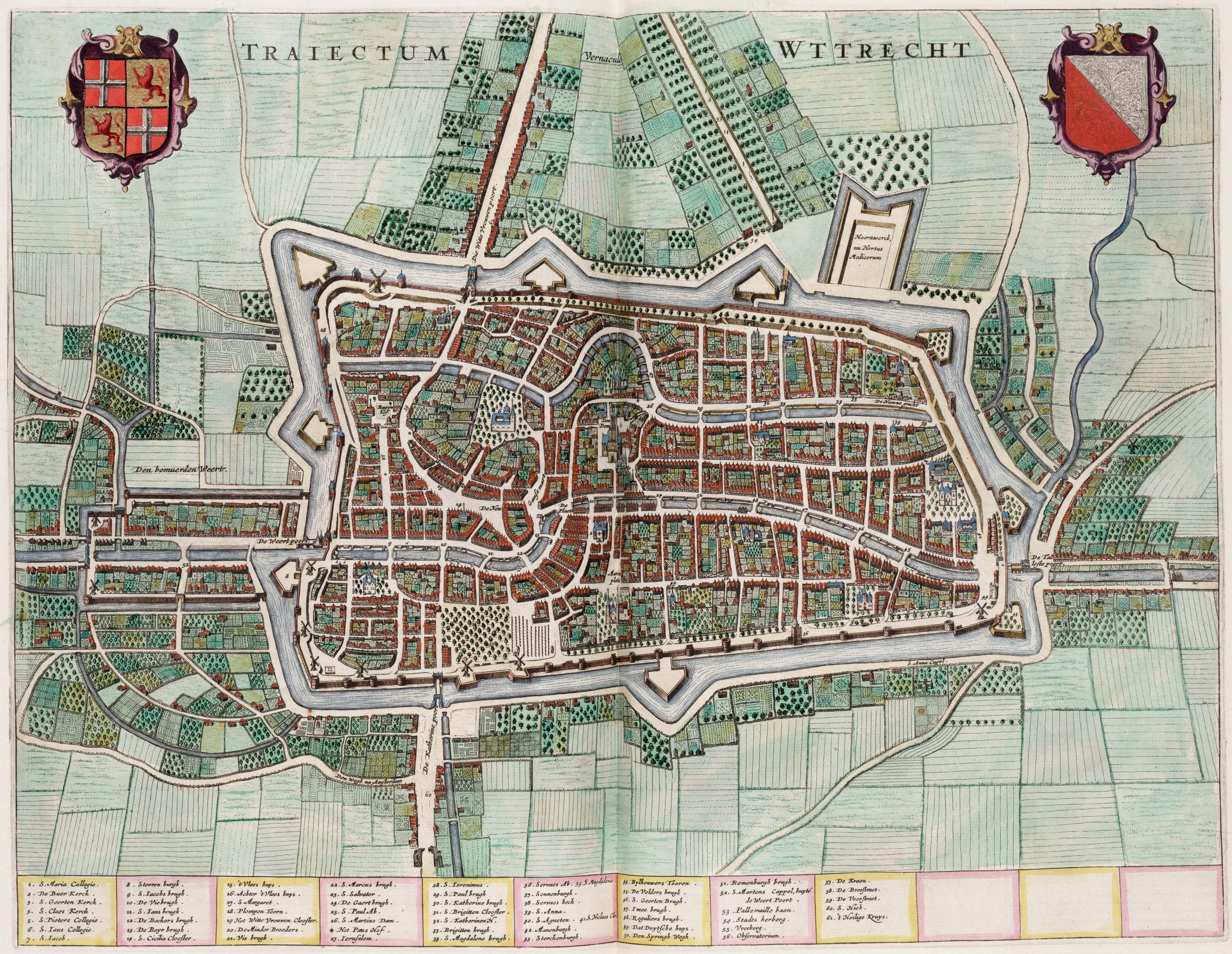
Mapa Utrechtu (1649)

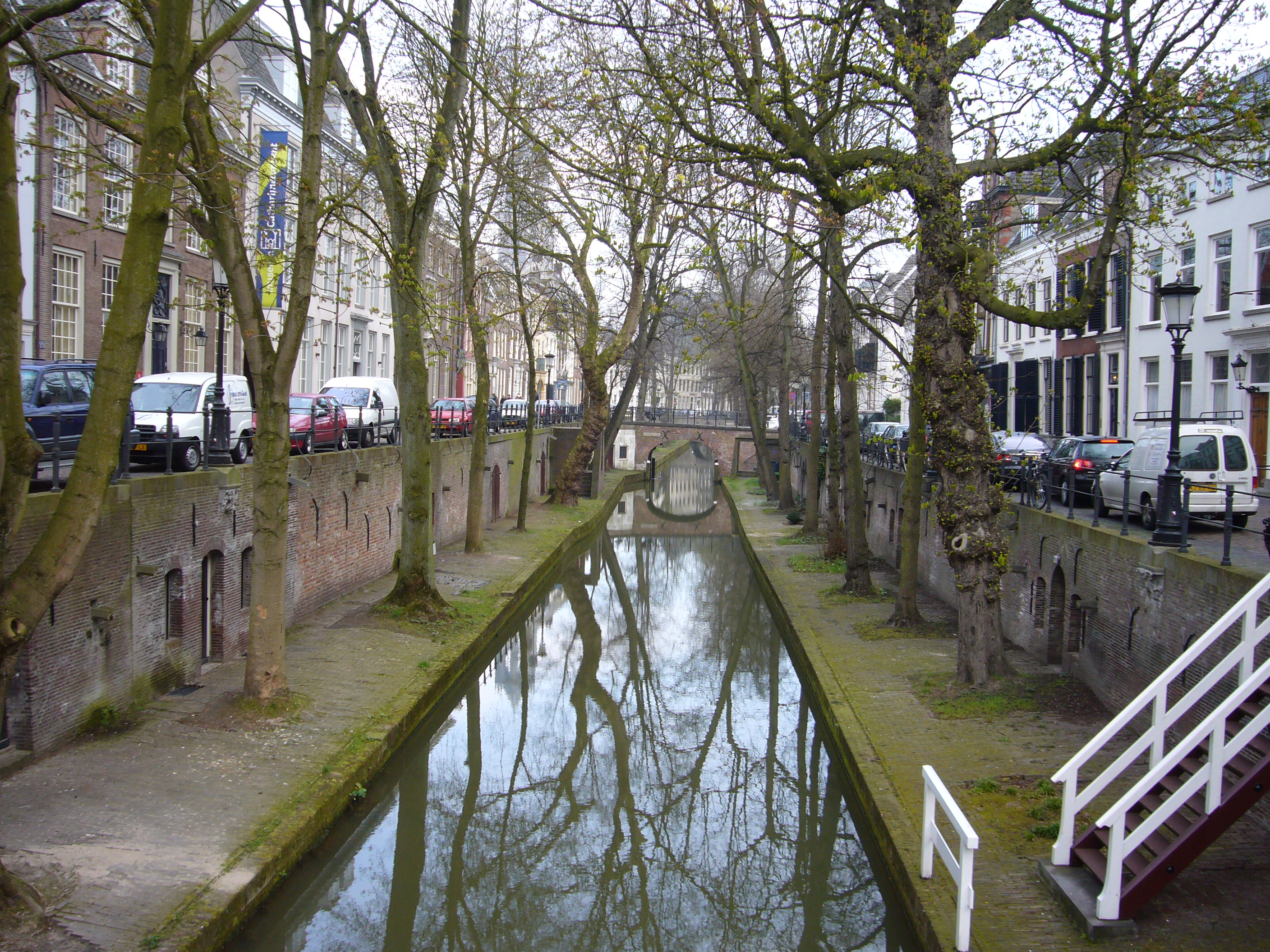
Vodní kanál, tzv. gracht, v Utrechtu

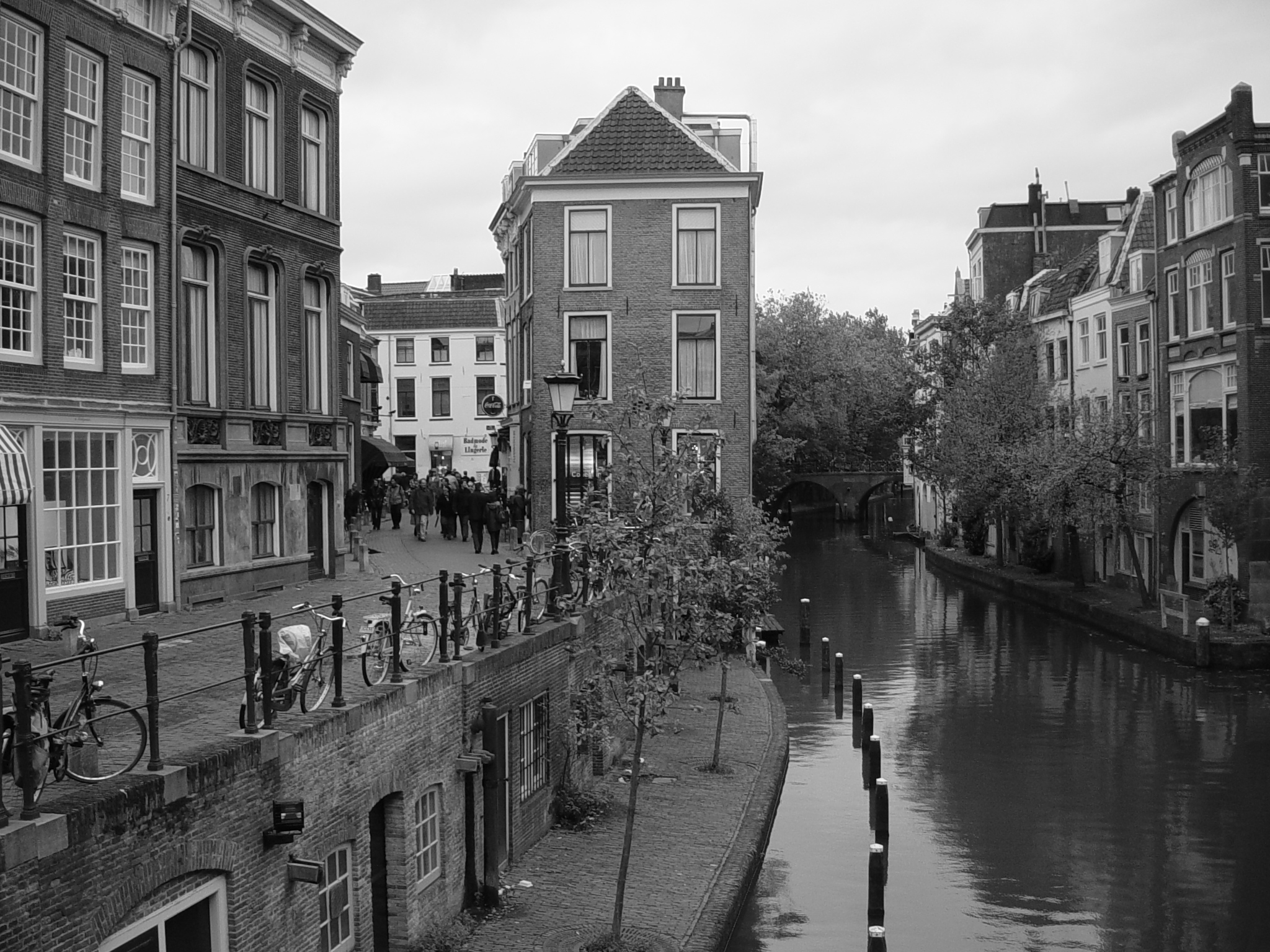
Utrecht (Oudegracht)

Utrecht je čtvrté největší město v Nizozemsku, ležící ve stejnojmenné provincii. Žije zde přibližně 359 tisíc obyvatel. Je sídlem největší univerzity v zemi a střediskem církevní správy. Ve středověku se jednalo o nejvýznamnější město v oblasti dnešního Nizozemska.

## Historie
Město založili roku 48 n. l. Římané, kteří vybudovali na řece Rýn pevnost s názvem Traiectum, vztahujícím se k poloze u říčního brodu. Ta byla součástí řady pevností chránících severní hranici říše, a to zejména proti Germánům. Centrum města podle archeologických nálezů leželo na dnešním Dómském náměstí (Domplein). Ve 2. století byly dřevěné hradby pevnosti nahrazeny kamennými. Kolem roku 275 nemohli Římané severní hranici kvůli pravidelným germánským nájezdům udržet a pevnosti včetně Utrechtu opustili.
Ve středověku bylo město v mapách označováno latinsky jako Ultra Traiectum. Později se mu začalo říkat dnešním názvem Utrecht.
První zmínky od odchodu Římanů se o městě objevují až v 7. století, kdy na místě nechal Dagobert I. postavit kostel sv. Martina, který byl ale následně zničen. Koncem 7. století se stal anglosaský misionář svatý Willibrord arcibiskupem. Od 11. století bylo toto biskupství státem začleněným do Svaté říše římské. V Utrechtu byl v letech 1012–1033 německými císaři vězněn český kníže Jaromír (+ 4.11.1038).
Utrecht se již kolem roku 1000 stal střediskem dálkového obchodu s Anglií a Skandinávií, jedním z nejvýznamnějších měst v oblasti dnešního Nizozemí. Během 11.–15. století bylo ve městě a okolí postaveno několik kostelů a klášterů. Od roku 1254 se stavěla gotická katedrála sv. Martina z Tours, od roku 1320 její (nyní samostatně stojící) monumentální věž Domtoren.
Tehdejší význam města ilustruje i to, že v roce 1522 byl utrechtský rodák, teolog Adriaan Florenszoon Boeyens, zvolen do papežského úřadu, který zastával pod jménem Hadrián VI. necelý jeden rok.
V roce 1579 podepsalo sedm severních provincií zakládací listinu Utrechtské unie, která spojila jejich síly v boji proti Španělsku a stala se základem Republiky spojených nizozemských provincií. V této republice měli většinu protestanti. Roku 1580 byla v nizozemských provinciích zrušena biskupství včetně utrechtského, které bylo předtím roku 1559 povýšeno na arcibiskupství. Zvýšil se přímý vliv republiky (v níž hrála hlavní roli provincie Holandsko) na správu města, což znamenalo, že rozvoj Utrechtu jako města s početným zastoupením katolíků dlouhodobě stagnoval.
Roku 1843 spojila železnice Utrecht s Amsterdamem, poté se Utrecht stal postupně hlavním železničním uzlem v Nizozemsku.
V roce 1853 byla povolena obnova biskupství a Utrecht se znovu stal centrem nizozemské římskokatolické církve.
Od roku 1920 do roku 1930 byla v Utrechtu vybudována nová obytná pásma nazvaná Tuindorp a Oog in Al.
Během druhé světové války byl Utrecht v držení nacistického Německa. 7. května 1945 osvobodily město kanadské vojenské jednotky.

## Obyvatelstvo
K 1. lednu roku 2012 žilo v Utrechtu 316 160 obyvatel a v celé utrechtské aglomeraci kolem 660 000 lidí. Etnické složení bylo v roce 2003: 68 % Nizozemců, 9 % Maročanů, 5 % Turků, 3 % Surinamců a 15 % ostatních etnických skupin. Předpokládá se, že v roce 2020 by mohlo být v Utrechtu 340 000 obyvatel.

## Náboženství
Utrecht je střediskem římskokatolické církve v Nizozemsku, utrechtský arcibiskup je zároveň nizozemským metropolitou. Utrechtský arcibiskup starokatolické církve je představeným církví sdružených v Utrechtské unii starokatolických církví.

## Pamětihodnosti a muzea

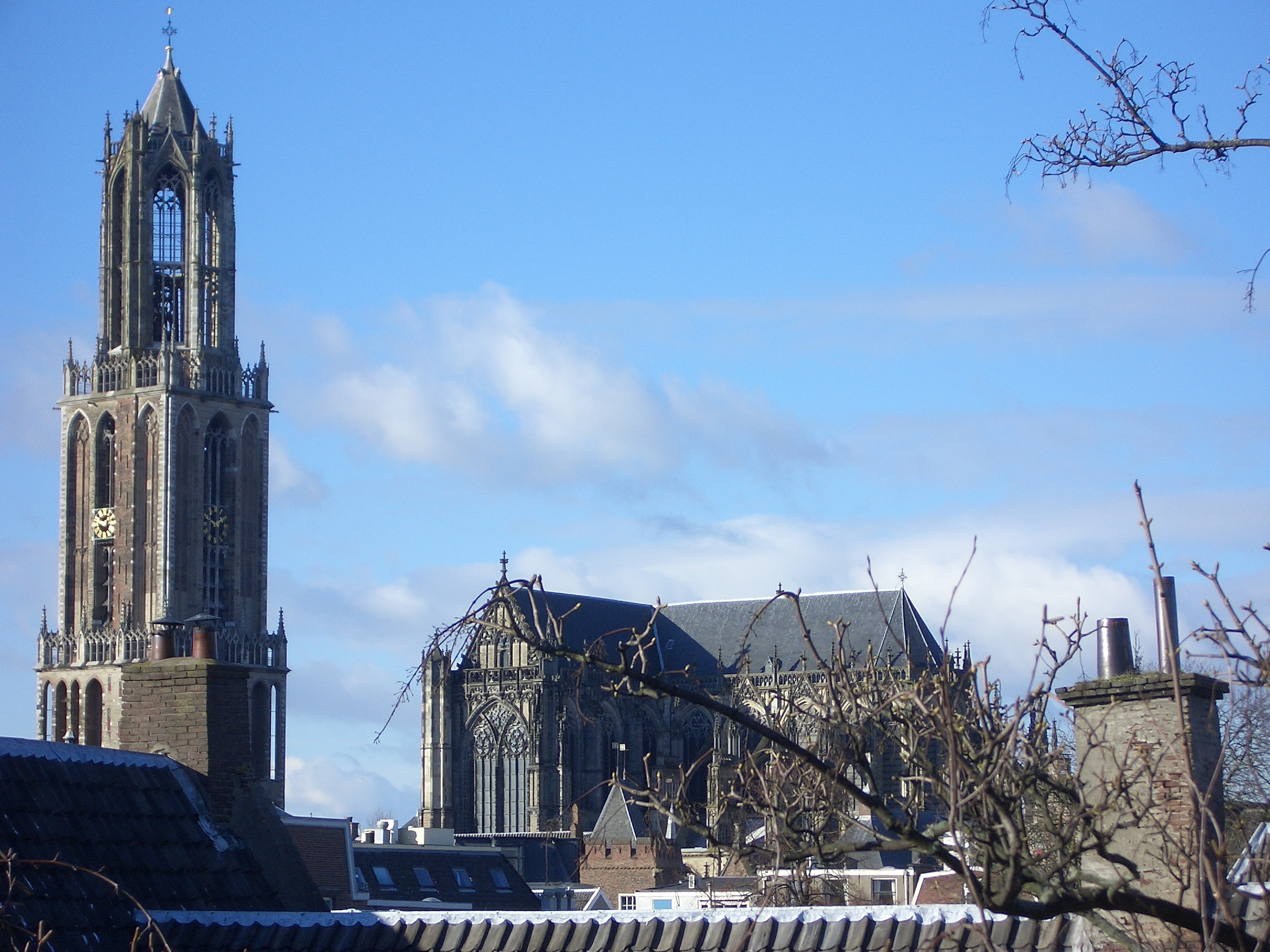
Věž Domtoren a kostel Domkerk

Utrecht je významný jako městská památková rezervace s pozoruhodným urbanistickým uspořádáním, viditelným z věže. Kolem dómu založil biskup Bernold v 11. století na půdorysu ramen kříže čtyři chrámy: sv. Jana, sv. Petra, sv. Pavla a Panny Marie. Během 12. až 15. století přibyly další chrámy (sv. Jakuba, sv. Mikuláše, sv. Gertrudy, Panny Marie zvaný "Buurkerk") a kláštery (sv. Kateřiny). Město je známé také desítkami staveb gotického až barokního původu ve třech čtvrtích – kolem katedrály, Rybího trhu (Vismarkt) a východně od železničního nádraží.
- Proslulá věž dómu Domtoren je vysoká 112 metrů, přísluší k bývalé katedrále svatého Martina z Tours, jejíž hlavní (podélná) loď byla zničena větrnou smrští v srpnu roku 1674. Je to nejvyšší kostelní věž v Nizozemsku, byla postavena v letech 1320–1382, je v ní 14 zvonů a zvonkohra, hrající po čtvrthodinách. Je přístupná s průvodcem, stoupá se po 465 schodech do výšky 102 metrů. V průjezdu věže je zajímavá síťová klenba.

- Katedrála sv. Martina, označovaná Domkerk, se začala stavět v roce 1254 a nebyla nikdy dokončena. V roce 1580 byla předána protestantům. Roku 1674 zničená hlavní loď byla zbudována nejpozději a kvůli nedostatku financí bez vnějšího opěrného systému. Současná katedrála je pouze někdejší příčnou lodí s vysokým chórem (o výšce 32 metrů). Na jižní straně ke katedrále přiléhá gotická křížová chodba s rajskou zahradou, přístupná denně zdarma. Věž je oddělena Dómským náměstím Domplein.

- Katedrála je stavebně spojena s renesanční budovou univerzity, původně zvanou Akademie (Academiegebouw). Univerzitu založil roku 1636 hrabě Jan Nasavský, jehož socha stojí jihozápadně od chrámu. Uvnitř je Univerzitní muzeum.

- Chrám sv. Petra (Pieterskerk) je stavebně nejstarší z utrechtských kostelů. Založil ho v 11. století biskup Bernold jako románskou baziliku se dvěma věžemi v západním průčelí. V románské kryptě se dochoval kamenný sarkofág, v němž byl pohřben uprostřed chrámu. Dvojici věží zničila roku 1674 větrná smršť. Uvnitř chrámu je expozice archeologických nálezů z doby římské.

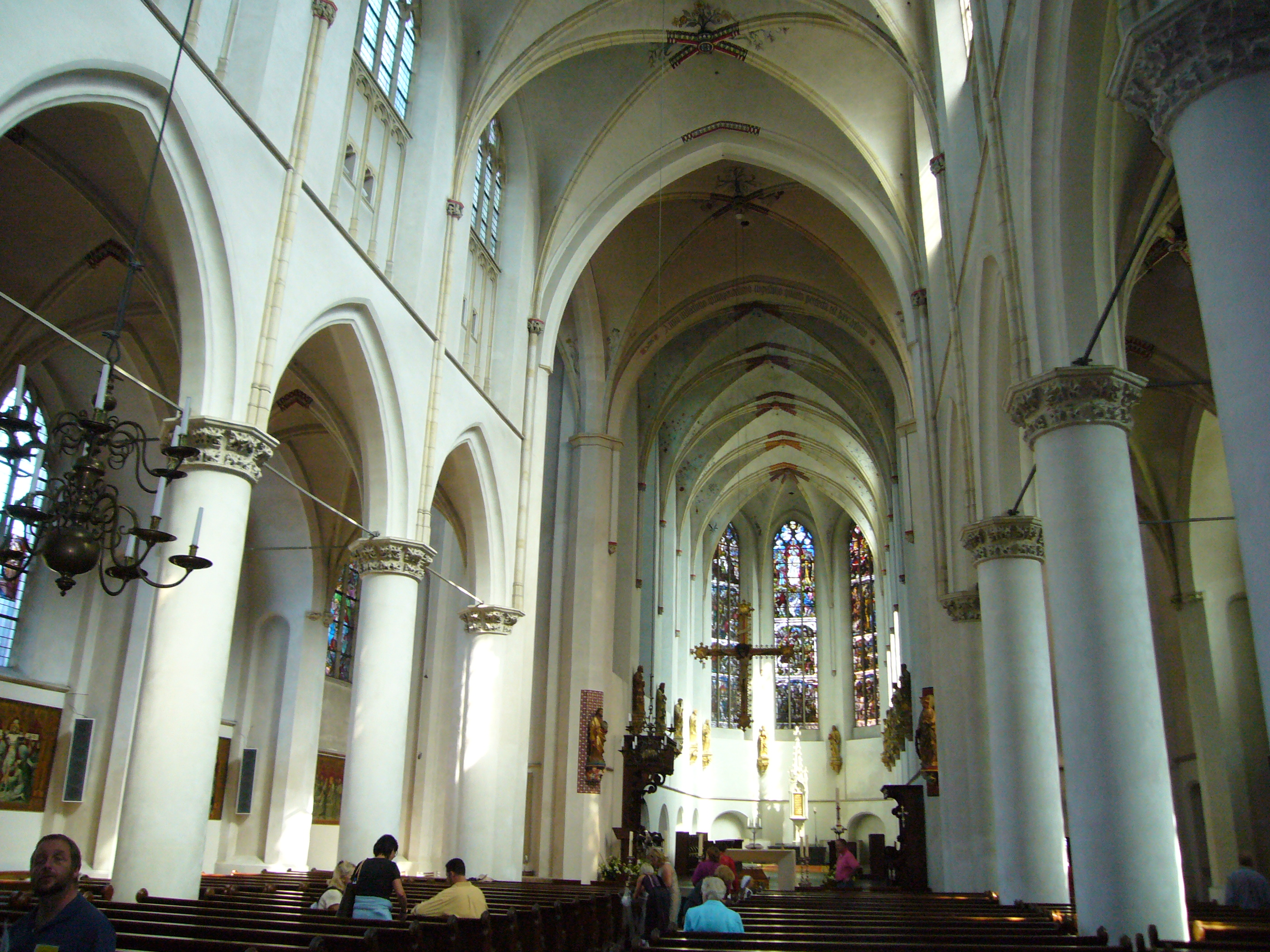
Interiér katedrály sv. Kateřiny

- Nizozemský metropolitní chrám – katedrála svaté Kateřiny je gotické síňové trojlodí, které bylo dokončeno v polovině 16. století. Mezi léty 1580 a 1815 chrám patřil protestantům, poté byl navrácen římskokatolické církvi. V roce 1853 po obnovení utrechtské arcidiecéze se stal metropolitním chrámem. V relikviáři pod hlavním oltářem je umístěna část ostatků svatého Vilibrorda.

- Muzeum Catharijneconvent je nejstarší zdejší muzeum náboženského umění, založené v přilehlých budovách bývalého konventu ženského kláštera sv. Kateřiny. Obsahuje bohaté sbírky chrámového sochařství a malířství od doby románské přes gotické oltářní archy, památky renesanční a barokní, dále světské portréty, krajinomalbu a zátiší, z nichž mnohé malby jsou díly Utrechtské školy malířů Zlaté éry. Suterénní prostory zaujímá chrámová klenotnice s desítkami zlatnických a textilních památek liturgie a kultu. Nejstarší a nejvzácnější je Kodex Ansfrida z Utrechtu ze 2. poloviny 10. století se stříbrnou zlacenou vazbou posázenou drahokamy. Další část expozice je věnována počátkům nizozemské kartografie.

- Národní muzeum hudebních nástrojů (Museum Van Speelklok tot Pierement) vystavuje různé mechanické strojky, hrací hodiny, zvonkohry a další hudební nástroje typické pro Nizozemí.

- Ústřední muzeum (Centraalmuseum) je typické národní muzeum, založené roku 1838 jako první světská veřejná sbírka starého umění a historie, dnes největší utrechtské muzeum, doplněné o sbírky nového umění až do současnosti.

- Středem města prochází vodní kanál Oudegracht (v překladu Starý kanál).

- Moderní dominantou západní části města je věž 105 metrů vysoká, součást komplexu výškových budov obchodního a průmyslového zaměření mezi železničním nádražím a stadionem, patří k nim Kantoortoren Galghenwert vysoká 85,5 metrů a Apollo residence s výškou 64,5 metrů.

- Dům Rietvelda a Schröderové – jedna z nejvýznamnějších staveb umělecké a designové skupiny De Stijl, která působila v Nizozemsku ve dvacátých letech 20. století. Unikátnost domu spočívá v prostorové variabilitě jeho interiéru, originálním nábytku a dalších designových kvalitách. Od roku 2000 figuruje na seznamu světového kulturního dědictví UNESCO.

## Doprava
Vzhledem ke své poloze ve středu Nizozemska má Utrecht dobré spojení s ostatními částmi země. Hlavní nádraží (Utrecht Centraal) je hlavní železniční stanicí města, slouží také pro místní a regionální autobusovou dopravu.
Pro dopravu po městě jsou velice rozšířená jízdní kola. Jedná se o jedno z nejlépe hodnocených měst pro cyklistiku na světě. Nachází se zde největší parkoviště kol na světě, které má kapacitu 12 500 jízdních kol.

## Vzdělání

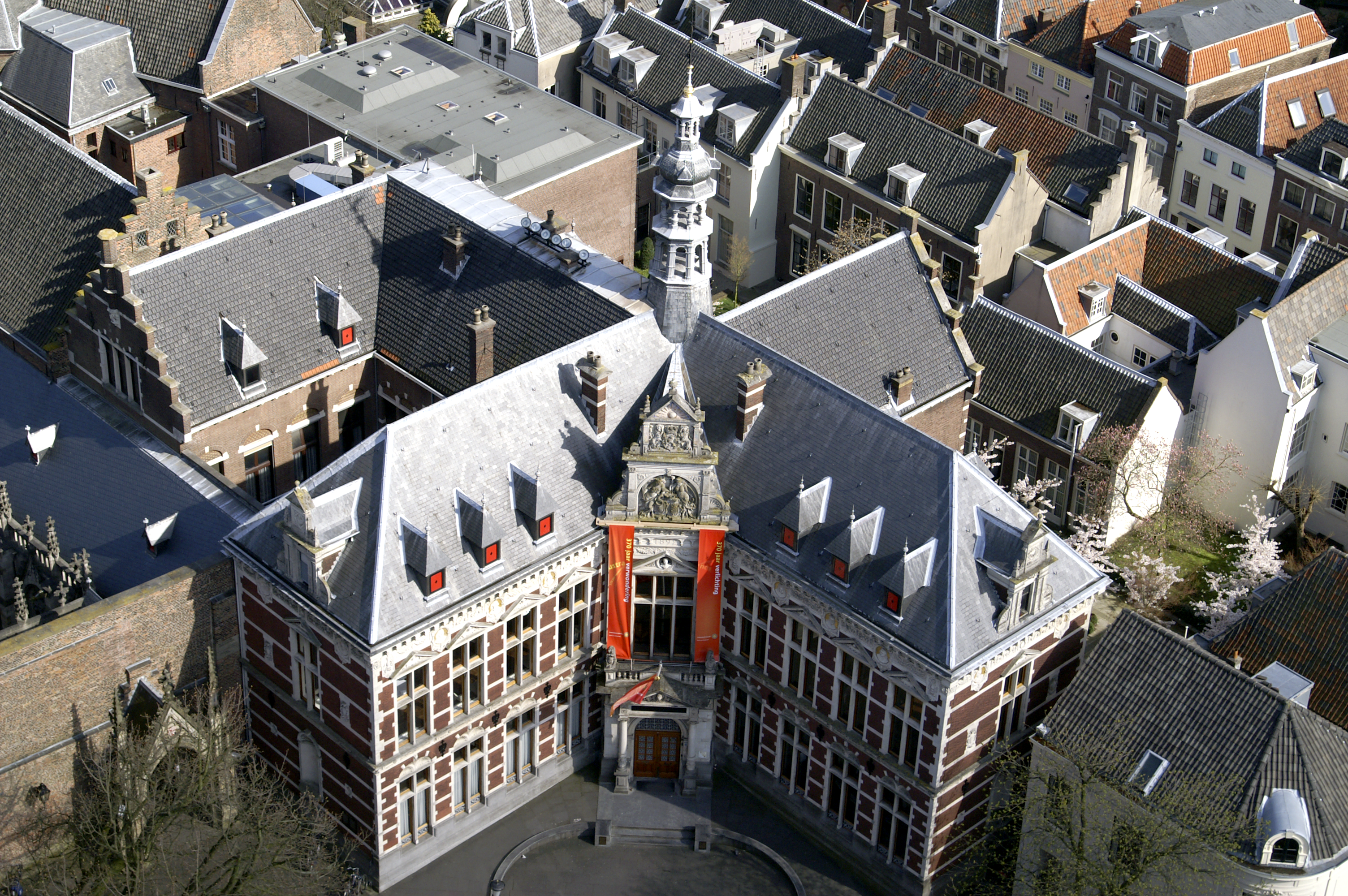
Univerzita v Utrechtu z věže Domtoren

Utrechtská univerzita, založená roku 1636, je největší nizozemskou univerzitou, k roku 2004 tam studovalo celkem 26 787 studentů. Sídlí ve středu města, ale patří k ní i budovy na východě Utrechtu (univerzitní campus De Uithof). Utrechtská univerzita se nacházela na 80. místě (29. v Evropě, 3. v Nizozemsku) v ratingu prestižních univerzit z roku 2014.

## Sport
Ve městě působí fotbalový klub FC Utrecht, který má sídlo na stadionu Nieuw Galgenwaard.

## Partnerská města
- Brno, Česko
- Kinshasa, Konžská demokratická republika
- León, Nikaragua

## Seznam starostů
Toto je seznam starostů Utrechtu od konce napoleonské okupace v roce 1813.
| Roky       | Jméno                                           |
| ---------- | ----------------------------------------------- |
| 1813–1815  | Jan van den Velden                              |
| 1815–1816  | Rudolph Abraham Schutt                          |
| 1816–1818  | Walraven Robbert van Heeckeren van Brandsenburg |
| 1818–1821  | Jacob Frederik Gobius                           |
| 1821–1824  | Johannes Borski                                 |
| 1824–1827  | Johannes van Doelen                             |
| 1827–1839  | Hubert Matthijs Adriaan Jan van Asch van Wijck  |
| 1839–1878  | Nicolaas Pieter Jacob Kien                      |
| 1878–1891  | Willem Richard Boer                             |
| 1891–1908  | Bernardus Reiger                                |
| 1908–1914  | Alexander Frederik baron van Lynden             |
| 1914–1934  | Joachimus Pieter Fockema Andreae                |
| 1934–1942  | Gerhard Abraham Willem ter Pelkwijk             |
| 1942–1945  | Cornelis van Ravenswaay                         |
| 1945–1948  | Gerhard Abraham Willem ter Pelkwijk             |
| 1948–1970  | Constant Johan Adriaan de Ranitz                |
| 1970–1974  | Hans van Tuyll van Serooskerken                 |
| 1974–1981  | Henk Vonhoff                                    |
| 1981–1992  | Lien Vos-van Gortel                             |
| 1992–1999  | Ivo Opstelten                                   |
| 1999–2008  | Annie Brouwer-Korf                              |
| 2008–2013  | Aleid Wolfsen                                   |
| 2014–2020  | Jan van Zanen                                   |
| 2020–2020  | Peter den Oudsten                               |
| 2020–dosud | Sharon Dijksma                                  |